# Sphecodes pectoralis
Sphecodes pectoralis là một loài Hymenoptera trong họ Halictidae. Loài này được Morawitz mô tả khoa học năm 1876.